# 鹿児島県民主医療機関連合会
鹿児島県民主医療機関連合会（かごしまけんみんしゅいりょうきかんれんごうかい）は、全日本民主医療機関連合会(民医連)の地方組織であり、鹿児島県を活動地域とする。略称は鹿児島民医連。

## 概要
鹿児島県で最初の民主診療所は、1954年（昭和29年）12月5日名瀬市で誕生した奄美診療所。この診療所が後に奄美中央病院となった。アメリカの直接支配で植民地的生活を強いられていた島民の切実な医療要求と、日本復帰を実現した民主勢力の力量の増大が奄美診療所発足の直接の契機になっている。
2020年6月現在、4病院、7医科診療所、1歯科診療所、10介護事業所が加盟している。
事務局は鹿児島市谷山中央5-4-12に置く。

## 加盟法人
(この節の出典)
- 鹿児島医療生活協同組合 - 鹿児島市谷山中央5-12-3
  - 総合病院鹿児島生協病院 - 鹿児島市谷山中央5-20-10
  - 国分生協病院 - 霧島市国分中央3-38-14
  - 川辺生協病院 - 南九州市川辺町両添1118
- 奄美医療生活協同組合 - 奄美市名瀬長浜町8-7
  - 奄美中央病院 - 奄美市名瀬長浜町16-5
- 社会福祉法人　鹿児島虹の福祉会 - 鹿児島市中山町5028-80
- 株式会社　メディコープ - 鹿児島市谷山中央3-4582